# 李·德富雷斯特
李·德富雷斯特（英語：Lee De Forest，1873年8月26日—1961年6月30日），美国发明家，为真空三极管的发明者，被誉为“无线电之父”、“电视始祖”、“电子管之父”。真空三极管的发明使电子管得以成为能够实用的电子元件，推动了无线电及其他电子行业的发展，这之后的20年中，各种电子设备不断涌现出来，比如广播、电视和雷达等。李·德富雷斯特共计拥有超过300项专利。